# Carrabassett Valley
Carrabassett Valley város az USA Maine államában, Franklin megyében. Lakosainak száma 673 fő (2020. április 1.).

## Népesség
A település népességének változása:

| 2010 | 781 |
| 2020 | 673 |